# Osterzkuckuck

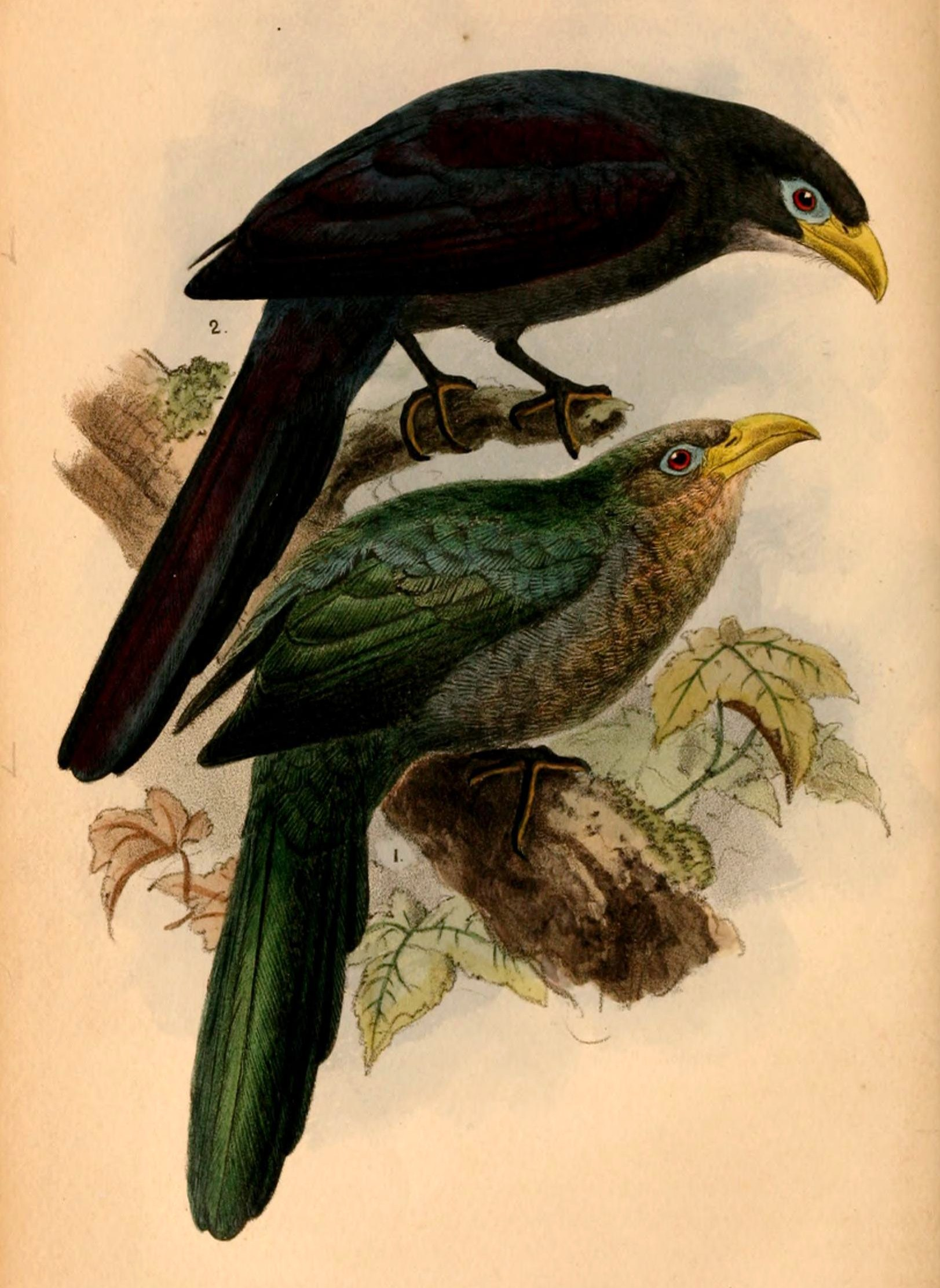
Osterzkuckuck (vorne); der zur selben Gattung gehörende Westerzkuckuck hinten

Der Osterzkuckuck (Ceuthmochares australis) ist eine Art aus der Familie der Kuckucksvögel, die zu den sogenannten Erzkuckucken gehört. Er ist ein mittelgroßer Kuckuck, der ausschließlich im Südosten Afrikas vorkommt und im größten Teil seines Verbreitungsgebietes ein Standvogel ist. Er wurde früher als eine Unterart des Westerzkuckucks eingestuft, seit 2005 aber als eigenständige Art eingestuft.
Anders als viele Arten innerhalb der Kuckucke ist der Osterzkuckuck kein Brutparasit, sondern zieht seinen Nachwuchs selber groß. Von der IUCN wird die Art wegen ihres großen Verbreitungsgebietes als nicht gefährdet eingestuft.

## Merkmale
Der Osterzkuckuck erreicht eine Körperlänge von 33 Zentimeter. Auf die Steuerfedern entfallen rund 21 Zentimeter. Der kräftige Schnabel misst rund 2,5 Zentimeter.
Es gibt keinen auffälligen Geschlechtsdimorphismus: Sowohl bei Männchen als auch Weibchen ist der Oberkopf und der Nacken dunkelgrau mit einem grünlichen Schimmer. Der Zügel, d. h. die Region zwischen Schnabel und Augen, ist grünlich grau. Der Rücken, die Flügel und die Oberschwanzdecken sind schiefergrau mit einem grünlichen Schimmer. Das Kinn und die Kehle sind mittelgrau. Die Brust ist grau, der Bauch ist gleichfalls grau, wird jedoch in der Region der Unterschwanzdecken schwärzlich. Die langen Steuerfedern sind glänzend grün.
Die Iris ist rot oder kastanienbraun, bei Jungvögeln ist sie braun. Der Lidring ist vor dem Auge gelb bis grünlich gelb und grünlich bis bläulich hinter dem Auge. Der kräftige Schnabel ist leuchtend gelb. Die Beine sind schwarz.
Die Jungvögel ähneln den adulten Vögeln, sind aber insgesamt matter gefärbt. Die Kehle und die Brust ist bei ihnen bräunlich und die Flügeldecken sind an der Spitze jeweils bräunlich.

## Verbreitung
Der Osterzkuckuck ist eine afrotropische Art. Das Verbreitungsgebiet reicht vom Südwesten Äthiopiens, über den Nordostens Ugandas, den Süden Somalias, den Osten Kenias über Tansania bis in den Norden und Osten von Sambia, Mosambik, Malawi, den Süden Simbabwes bis in den Osten der Republik Südafrika.
Der Osterzkuckuck ist überwiegend ein Standvogel. Jedoch gibt es Hinweise darauf, dass diese Kuckucksart im Zeitraum Oktober bis April die Küstenregionen Kenias und Tansanias verlässt und ins Inland zieht.

## Lebensraum
Der Osterzkuckuck hält sich bevorzugt in Sekundär- und Galeriewäldern auf, die von anderen Waldtypen umstanden sind. Besonders häufig findet er sich am Rand von Lichtungen. Er ist außerdem in Akaziendickichten entlang von Flüssen und trockenem Dorngebüsch in Äthiopien zu finden. In der Republik Südafrika ist er vor allem in Küstenwäldern zu finden.
Er ist in Ostafrika noch auf 2000 Höhenmetern anzutreffen. Im Süden Malawis brütet er noch auf 1300 Höhenmetern.

## Lebensweise
Der Osterzkuckuck ist ein heimlich lebender Vogel, der sich meist im dichten Laubwerk von Baumkronen aufhält. Seine Nahrung findet er überwiegend in Wipfeln acht bis 30 Meter über dem Erdboden. Er frisst überwiegend Raupen, darunter wie viele anderen Kuckucke auch stark behaarte Raupen, die von den meisten anderen Vogelarten gemieden werden. Daneben frisst er fliegende Termiten, Käfer, Bienen, Kakerlaken, Spinnen, Schnecken und Baumfrösche.
Über die Fortpflanzung des Osterzkuckucks ist nur wenig bekannt. Vermutet wird, dass Osterzkuckucke monogam sind und ein Revier verteidigen. Brütende Osterzkuckucke sind in Tansania für Mai, den Zeitraum Juli bis September sowie November und Dezember nachgewiesen. Im Süden Afrikas brüten sie überwiegend im Oktober bis Dezember. Das Nest ist eine nur locker zusammengebaute Plattform aus noch belaubten Ästchen und befindet sich in dichter Vegetation in einer Astgabel zwei bis fünf Meter über dem Erdboden. Gelege bestehen gewöhnlich aus zwei Eiern. Die Nestlinge werden von beiden Elternvögeln gefüttert.

## Bestand
Innerhalb des großen Verbreitungsgebietes kommt der Osterzkuckuck unterschiedlich häufig vor. Im Südwesten Äthiopiens ist er ein äußerst seltener Vogel. Dagegen ist er weiter im Südosten seines Verbreitungsgebietes ein lokal häufiger Vogel.

## Einzelbelege
1. ↑  Robert B. Payne: The Cuckoos. Oxford University Press 2005. (Bird Families of the World Nr. 15) ISBN 0198502133.
2. ↑  IUCN: Osterzkuckuck, aufgerufen am 17. August 2016
3. 1 2 3 4  Erhitzøe, Mann, Brammer, Fuller: Cuckoos of the World. S. 233.
4. 1 2 3  Erhitzøe, Mann, Brammer, Fuller: Cuckoos of the World. S. 234.